# Toxorhina streptotrichia
Toxorhina streptotrichia är en tvåvingeart som beskrevs av Alexander 1962. Toxorhina streptotrichia ingår i släktet Toxorhina och familjen småharkrankar. Inga underarter finns listade i Catalogue of Life.